# جورج سوتون (ملاكم)
جورج سوتون (بالإنجليزية: George Sutton)‏ (1922 بكارديف في المملكة المتحدة - 1 ديسمبر 1995) هو ملاكم بريطاني، صنّف ضمن فئة وزن الذبابة.

## إحصائيات
خاض خلال مسيرته 20 نزالا، فاز في 3 وتعادل في 2 وخسر في 15.

## روابط خارجية
- جورج سوتون على موقع بوكس ريك (الإنجليزية) (registration required)